# Margaret Oakley Dayhoff
Margaret Belle (Oakley) Dayhoff (11 de marzo de 1925 - 5 de febrero de 1983) fue una fisicoquímica estadounidense y pionera en el campo de la bioinformática.[1] Dayhoff fue profesora en el Centro Médico de la Universidad de Georgetown y destacada bioquímica investigadora en la Fundación Nacional de Investigación Biomédica (NBRF), donde fue pionera en la aplicación de las matemáticas y los métodos computacionales al campo de la bioquímica. Dedicó su carrera a aplicar las tecnologías computacionales en evolución para respaldar los avances en biología y medicina, más notablemente la creación de bases de datos de proteínas y ácidos nucleicos y herramientas para interrogar las bases de datos. Ella originó una de las primeras matrices de sustitución, las mutaciones puntuales aceptadas (PAM). El código de una letra utilizado para los aminoácidos fue desarrollado por ella, lo que refleja un intento de reducir el tamaño de los archivos de datos utilizados para describir las secuencias de aminoácidos en una era de computación con tarjetas perforadas.
Obtuvo su doctorado en el Departamento de Química de la Universidad de Columbia, donde ideó métodos computacionales para calcular las energías de resonancia molecular de varios compuestos orgánicos. Hizo estudios postdoctorales en el Instituto Rockefeller (ahora Universidad Rockefeller) y la Universidad de Maryland, y se unió a la recién creada Fundación Nacional de Investigación Biomédica en 1959. Fue la primera mujer en ocupar un cargo en la Sociedad Biofísica y la primera persona en servir como tanto secretario como eventualmente presidente.[2]

## Primeros años
Dayhoff nació como hija única en Filadelfia, pero se mudó a la ciudad de Nueva York cuando tenía diez años.[3] Su promesa académica fue evidente desde el principio: fue la mejor estudiante (clase de 1942) en Bayside High School, Bayside, Nueva York, y desde allí recibió una beca para el Washington Square College de la Universidad de Nueva York, donde se graduó magna cum laude en matemáticas en 1945. y ser elegida miembro de Phi Beta Kappa.[4][5]

## Investigación
Dayhoff comenzó un doctorado en química cuántica con George Kimball en el Departamento de Química de la Universidad de Columbia. En su tesis de posgrado, Dayhoff fue pionera en el uso de las capacidades informáticas, es decir, el procesamiento masivo de datos, para la química teórica; específicamente, ideó un método para aplicar máquinas comerciales de tarjetas perforadas para calcular las energías de resonancia de varias moléculas orgánicas policíclicas. Su gestión de los datos de su investigación fue tan impresionante que recibió una beca de Watson Computing Laboratory. Como parte de este premio, recibió acceso a "equipos de procesamiento de datos electrónicos de última generación de IBM" en el laboratorio.[6][7]
Después de completar su doctorado, Dayhoff estudió electroquímica con Duncan A. MacInnes en el Instituto Rockefeller de 1948 a 1951. En 1952, se mudó a Maryland con su familia y luego recibió becas de investigación de la Universidad de Maryland (1957–1959), trabajando en un modelo de enlace químico con Ellis Lippincott. En Maryland, obtuvo su primer contacto con una nueva computadora de alta velocidad, la IBM modelo 7094. Después de que esto terminó, se unió a la Fundación Nacional de Investigación Biomédica en 1960 como Directora Asociada (cargo que ocupó durante 21 años).[5] En la NBRF, comenzó a trabajar con Robert Ledley, un dentista que había obtenido una licenciatura en física y se interesó en las posibilidades de aplicar recursos computacionales a problemas biomédicos. Fue autor de uno de los primeros estudios de computación biomédica, "Informe sobre el uso de la computadora en biología y medicina". [8] Con su experiencia combinada, publicaron un artículo en 1962 titulado "COMPROTEIN: un programa de computadora para ayudar determinación de la estructura" que describía un "programa informático completo para el IBM 7090" que tenía como objetivo convertir resúmenes de péptidos en datos de cadenas de proteínas. De hecho, comenzaron este trabajo en 1958, pero no pudieron comenzar a programar hasta finales de 1960.[8]
A principios de la década de 1960, Dayhoff también colaboró con Ellis Lippincott y Carl Sagan para desarrollar modelos termodinámicos de sistemas cosmoquímicos, incluidas las atmósferas planetarias prebiológicas. Desarrolló un programa de computadora que podía calcular las concentraciones de equilibrio de los gases en una atmósfera planetaria, permitiendo el estudio de las atmósferas de Venus, Júpiter y Marte, además de la atmósfera actual y la atmósfera terrestre primordial. Usando este programa, consideró si la atmósfera primordial tenía las condiciones necesarias para generar vida. Aunque descubrió que numerosos compuestos pequeños biológicamente importantes pueden aparecer sin un mecanismo especial de desequilibrio que explique su presencia, había compuestos necesarios para la vida que eran escasos en el modelo de equilibrio (como la ribosa, la adenina y la citosina).[2]
Dayhoff también enseñó fisiología y biofísica en el Centro Médico de la Universidad de Georgetown durante 13 años, se desempeñó como miembro de la Asociación Estadounidense para el Avance de la Ciencia y fue elegido consejero de la Sociedad Internacional para el Estudio de los Orígenes de la Vida en 1980 después de 8 años de afiliación. Dayhoff también formó parte de los consejos editoriales de tres revistas: DNA, Journal of Molecular Evolution y Computers in Biology and Medicine.[2]
En 1966, Dayhoff fue pionera en el uso de computadoras para comparar secuencias de proteínas y reconstruir sus historias evolutivas a partir de alineaciones de secuencias. Para realizar este trabajo, creó el código de aminoácidos de una sola letra para minimizar el tamaño del archivo de datos para cada secuencia. Este trabajo, en coautoría con Richard Eck, fue la primera aplicación de computadoras para inferir filogenias a partir de secuencias moleculares. Fue la primera reconstrucción de una filogenia (árbol evolutivo) por computadoras a partir de secuencias moleculares utilizando un método de máxima parsimonia. En años posteriores, aplicó estos métodos para estudiar una serie de relaciones moleculares, como la cadena catalítica y la proteína quinasa dependiente de AMP cíclico bovino y el producto del gen src de los virus del sarcoma aviar de Rous y murino de Moloney; antitrombina-III, alfa-antitripsina y ovoalbúmina; factor de crecimiento epidérmico y la cadena ligera del factor X de coagulación; y apolipoproteínas A-I, A-II, C-I y C-III.[2]
Basándose en este trabajo, Dayhoff y sus compañeros de trabajo desarrollaron un conjunto de matrices de sustitución denominadas PAM (porcentaje de mutación aceptada), MDM (matriz de datos de mutación) o matriz de Dayhoff. Se derivan de alineaciones globales de secuencias de proteínas estrechamente relacionadas. El número de identificación incluido con la matriz (ej. PAM40, PAM100) se refiere a la distancia evolutiva; números mayores corresponden a distancias mayores. Las matrices que utilizan distancias evolutivas mayores se extrapolan de las utilizadas para distancias menores.[9] Para producir una matriz de Dayhoff, se usan pares de aminoácidos alineados en alineaciones verificadas para construir una matriz de conteo, que luego se usa para estimar la matriz de mutación en 1 PAM (considerada una unidad evolutiva). A partir de esta matriz de mutación, se puede construir una matriz de puntuación de Dayhoff. Junto con un modelo de eventos indel, las alineaciones generadas por estos métodos se pueden usar en un proceso iterativo para construir nuevas matrices de conteo hasta la convergencia.[10]
Una de las contribuciones más importantes de Dayhoff a la bioinformática fue su Atlas of Protein Sequence and Structure, un libro que informa sobre todas las secuencias de proteínas conocidas (un total de 65) que publicó en 1965.[11] Este libro publicó una codificación degenerada de aminoácidos. Posteriormente se volvió a publicar en varias ediciones. Esto condujo a la base de datos de secuencias de proteínas de Protein Information Resource, el primer sistema de base de datos en línea al que se podía acceder por línea telefónica y disponible para interrogación por computadoras remotas.[12] Desde entonces, el libro ha sido citado casi 4500 veces.[2] Este y el esfuerzo paralelo de Walter Goad que condujo a la base de datos GenBank de secuencias de ácidos nucleicos son los orígenes gemelos de las modernas bases de datos de secuencias moleculares. El Atlas fue organizado por familias de genes, y se la considera pionera en su reconocimiento. La determinación de Frederick Sanger de la primera secuencia completa de aminoácidos de una proteína (insulina) en 1955 llevó a varios investigadores a secuenciar varias proteínas de diferentes especies. A principios de la década de 1960, se desarrolló una teoría según la cual las pequeñas diferencias entre secuencias de proteínas homólogas (secuencias con una alta probabilidad de ascendencia común) podrían indicar el proceso y la tasa de cambio evolutivo a nivel molecular. La noción de que dicho análisis molecular podría ayudar a los científicos a decodificar patrones evolutivos en los organismos se formalizó en los artículos publicados por Emile Zuckerkandl y Linus Pauling en 1962 y 1965.

### Tabla de codificación de aminoácidos de Dayhoff
| Aminoácidos                                         | 1-código de letra | 3-código de letra       | Característica        | Dayhoff |
| --------------------------------------------------- | ----------------- | ----------------------- | --------------------- | ------- |
| Cysteine                                            | C                 | Cys                     | Sulfur polymerization | a       |
| Glycine, Serine, Threonine, Alanine, Proline        | G, S, T, A, P     | Gly, Ser, Thr, Ala, Pro | Small                 | b       |
| Aspartic acid, Glutamic acid, Asparagine, Glutamine | D, E, N, Q        | Asp, Glu, Asn, Gln      | Acid and amide        | c       |
| Arginine, Histidine, Lysine                         | R, H, K           | Arg, His, Lys           | Basic                 | d       |
| Leucine, Valine, Methionine, Isoleucine             | L, V, M, I        | Leu, Val, Met, Ile      | Hydrophobic           | e       |
| Tyrosine, Phenylalanine, Tryptophan                 | Y, F, W           | Tyr, Phe, Trp           | Aromatic              | f       |

David Lipman, director del Centro Nacional de Información Biotecnológica, ha llamado a Dayhoff "la madre y el padre de la bioinformática".[13]

## Matrimonio y familia
El marido de Dayhoff era Edward S. Dayhoff, un físico experimental que trabajaba con resonancia magnética y láseres.[14] Tuvieron dos hijas que se convirtieron en físicas, Ruth y Judith.[15]
Judith Dayhoff tiene un doctorado en biofísica matemática de la Universidad de Pensilvania y es autora de Arquitecturas de redes neuronales: una introducción y coautora de Neural Networks and Pattern Recognition.[15][16][17][18]
Ruth Dayhoff se graduó summa cum laude en Matemáticas de la Universidad de Maryland y se centró en Informática Médica mientras realizaba su doctorado en Medicina en la Facultad de Medicina de la Universidad de Georgetown.[14] Durante la escuela de medicina, fue coautora de un artículo y un capítulo en The Atlas of Protein Sequence and Structure con su madre, en el que describía una nueva forma de medir qué tan estrechamente están relacionadas las proteínas.[14] Su esposo, Vincent Brannigan, es profesor emérito de derecho y tecnología en la Escuela de Ingeniería de la Universidad de Maryland. Ruth fue miembro fundador del Colegio Americano de Informática Médica. Fue pionera en la integración de imágenes médicas e inventó el sistema de imágenes Vista. Fue elegida para el proyecto de la Biblioteca Nacional de Medicina sobre las 200 mujeres médicas que "cambiaron el rostro de la medicina".[14] Se desempeña como directora de Imágenes digitales en medicina para el Departamento de Asuntos de Veteranos de los Estados Unidos.[5]

## Vida posterior
El Atlas de Dayhoff se convirtió en una plantilla para muchas herramientas indispensables en una gran parte de la investigación biomédica relacionada con el ADN o las proteínas. A pesar de esta importante contribución, Dayhoff fue marginado por la comunidad de secuenciadores. El contrato para administrar GenBank (una tecnología directamente relacionada con su investigación), otorgado a principios de la década de 1980 por los NIH, fue para Walter Goad en el Laboratorio Nacional de Los Álamos. Se desconocía el motivo de esta actitud, con teorías que iban desde el sexismo hasta un choque de valores con la comunidad científica experimental.[19] A pesar del éxito del Atlas de Dayhoff, los científicos e investigadores experimentales consideraron que la información de su secuencia era muy valiosa y, a menudo, se mostraron reacios a enviarla a una base de datos disponible públicamente.[20]
Durante los últimos años de su vida, se concentró en obtener financiamiento estable, adecuado y a largo plazo para apoyar el mantenimiento y mayor desarrollo de su recurso de información sobre proteínas. Imaginó un sistema en línea de programas informáticos y bases de datos, accesible para científicos de todo el mundo, para identificar proteínas a partir de secuencias o datos de composición de aminoácidos, para hacer predicciones basadas en secuencias y para explorar la información conocida. Menos de una semana antes de morir, presentó una propuesta a la División de Recursos de Investigación de los NIH para un recurso de identificación de proteínas. Después de su muerte, sus colegas trabajaron para hacer realidad su visión, y la base de datos de proteínas estuvo en pleno funcionamiento a mediados de 1984.[2]
Dayhoff murió de un ataque al corazón a la edad de 57 años el 5 de febrero de 1983.[3] Se estableció un fondo después de su muerte en 1984 para otorgar el Premio Margaret O. Dayhoff, uno de los principales honores nacionales en biofísica. El premio se otorga a una mujer que "promete mucho o haya alcanzado prominencia durante el desarrollo de las primeras etapas de una carrera en investigación biofísica dentro del alcance y el interés de la Sociedad Biofísica". [21] Se entrega en la reunión anual de la Sociedad Biofísica e incluye un honorario de $2,000.
Le sobreviven su esposo, Edward S. Dayhoff de Silver Spring; dos hijas, Ruth E. Dayhoff Brannigan de College Park, y Judith E. Dayhoff de Silver Spring, y su padre, Kenneth W. Oakley de Silver Spring.[5]